# Peso pesado
Peso pesado, también llamada a veces peso completo o peso máximo, es una categoría competitiva del boxeo y otros deportes de combate, que agrupa a competidores de peso considerable.
En el boxeo profesional es la categoría de peso máximo, incluyendo a todos los boxeadores masculinos de más de 91 kg y femeninos de más 81. En el boxeo aficionado (varones mayores) la categoría abarca a los boxeadores que pesan más de 81 kg (176 lb) y menos de 91 kg (201 lb). En el boxeo profesional masculino la categoría inmediata anterior es el peso crucero, mientras que en el femenino es el peso semipesado. En el boxeo amateur la categoría inmediata anterior es el peso semipesado y la inmediata superior el peso superpesado.
El peso pesado es una de las ocho categorías tradicionales del boxeo: mosca, gallo, pluma, ligero, wélter, mediano, semipesado y pesado.
El término también es utilizado para designar una categoría de otros deportes de combate como el kick boxing y el taekwondo.

## Historia

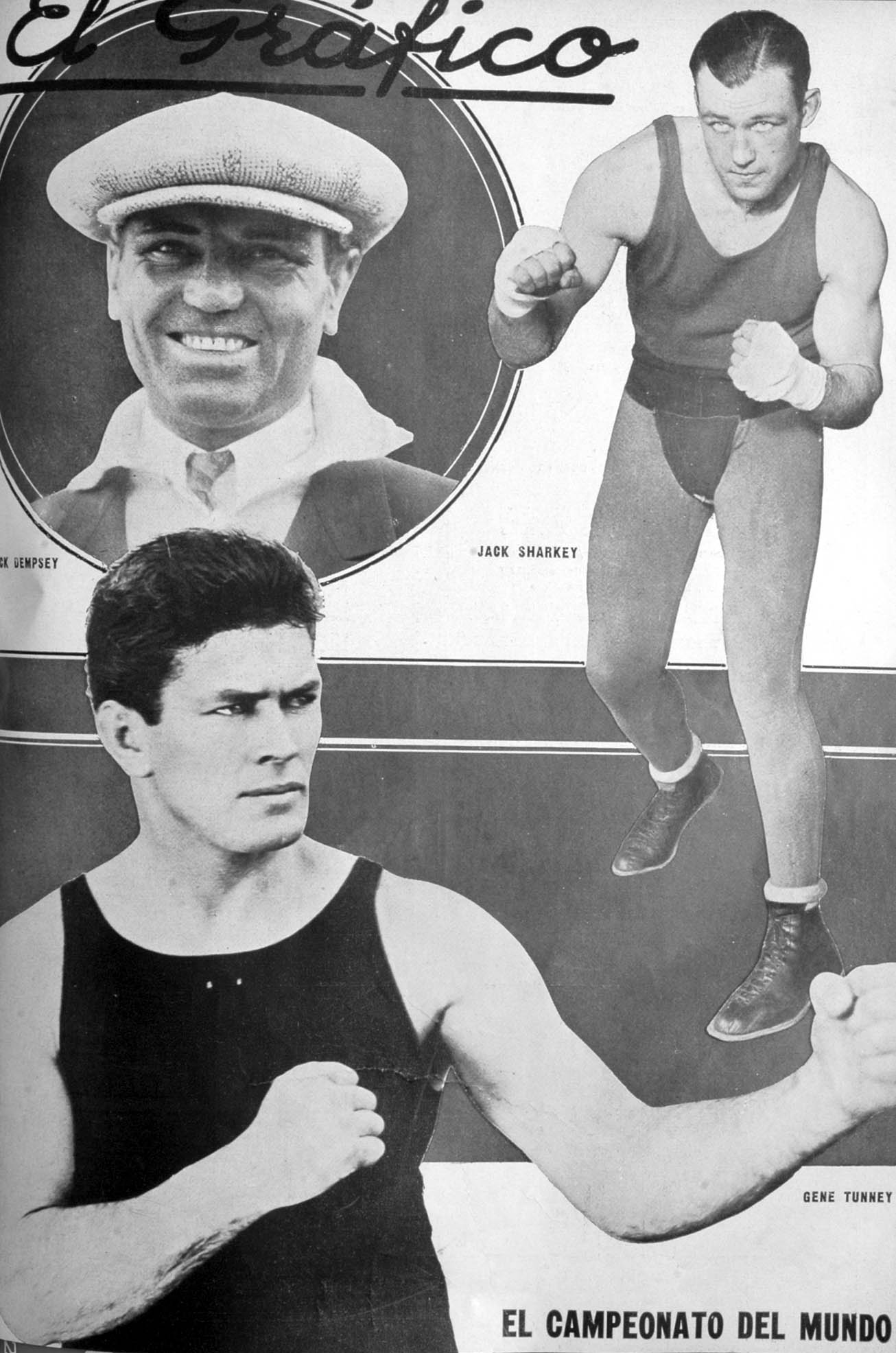
Dempsey, Sharkey y Tunney.

Debido a que se trata de una categoría sin límite de peso, históricamente las condiciones para pelear en la misma han estado descritas de manera vaga. Por ejemplo, en el siglo XIX, muchos campeones de peso pesado no superaban los 77 kg (170 lb), mientras que otros superaban la 91 kg (200 lb) que hoy establece su mínimo.
Entre los primeros campeones de peso completo se encuentran Tom Molineaux, quien estaba sometido como esclavo, Jack Slack, Jem Belcher, Ben Caunt y Jem Mace.
El primer campeón de peso pesado bajo las Reglas del marqués de Queensberry fue John L. Sullivan, conocido como "El chico fuerte de Boston". Fue vencido por Jim Corbett el 7 de septiembre de 1892, en 21 asaltos.
En los últimos años el título se ha visto fracturado por la existencia de diversas asociaciones mundiales que suelen reconocer como tales a diversos boxeadores. Por lo tanto, suele utilizarse la expresión "campeón indiscutido" para aquellos casos en los que todas las asociaciones lo reconocen como tal.
Algunos de los boxeadores más reconocidos en esta categoría han sido: Muhammad Ali, Mike Tyson, Joe Louis, Vitali Klitschko, George Foreman.

## Mujeres y cadetes
En el boxeo profesional existen diferencias entre varones y mujeres, en lo relativo a los límites entre las categorías, con la aclaración de que entre las mujeres no existe la categoría de peso crucero, y por lo tanto la categoría máxima, de peso pesado, tiene un límite inferior, agrupando a todas las competidoras de peso superior a 81 kg (176 lb), sin límite de peso.
En el boxeo amateur sí existen diferencias en los límites de las categorías, entre los varones mayores (adultos y juniors), con respecto a las mujeres y los cadetes (menores de edad). En el caso del boxeo femenino de la categoría pesado es la siguiente:
- Límite inferior: 75 kg.
- Límite superior: 81 kg.

## Campeones profesionales
| Campeones mundiales actuales del peso pesado | Campeones mundiales actuales del peso pesado | Campeones mundiales actuales del peso pesado | Campeones mundiales actuales del peso pesado | Campeones mundiales actuales del peso pesado | Campeones mundiales actuales del peso pesado |
| Asociación                                   | Desde                                        | Campeón                                      | País                                         | Récord                                       | Defensas                                     |
| -------------------------------------------- | -------------------------------------------- | -------------------------------------------- | -------------------------------------------- | -------------------------------------------- | -------------------------------------------- |
| WBA (Super)                                  | 25 de septiembre de 2021                     | Oleksandr Usyk                               | Ucrania                                      | 22-0-0 (14 KO)                               | 3                                            |
| WBA (Regular)                                | Vacante                                      | Vacante                                      |                                              |                                              |                                              |
| WBC                                          | 18 de mayo de 2024                           | Oleksandr Usyk                               | Ucrania                                      | 22-0-0 (14 KO)                               | 0                                            |
| IBF                                          | 21 de septiembre de 2024                     | Daniel Dubois                                | Inglaterra                                   | 22-2-0 (21 KO)                               | 1                                            |
| WBO                                          | 25 de septiembre de 2021                     | Oleksandr Usyk                               | Ucrania                                      | 22-0-0 (14 KO)                               | 3                                            |

- Actualizado el 24/05/2024

## Campeones aficionados

### Campeones olímpicos
- Juegos Olímpicos de 1904:  Samuel Berger (USA)
- Juegos Olímpicos de 1908:  Albert Oldman (GBR)
- Juegos Olímpicos de 1920:  Ronald Rawson (GBR)
- Juegos Olímpicos de 1924:  Otto von Porat (NOR)
- Juegos Olímpicos de 1928:  Arturo Rodríguez (ARG)
- Juegos Olímpicos de 1932:  Santiago Lovell (ARG)
- Juegos Olímpicos de 1936:  Herbert Runge (GER)
- Juegos Olímpicos de 1948:  Rafael Iglesias (ARG)
- Juegos Olímpicos de 1952:  Ed Sanders (USA)
- Juegos Olímpicos de 1956:  Pete Rademacher (USA)
- Juegos Olímpicos de 1960:  Franco De Piccoli (ITA)
- Juegos Olímpicos de 1964:  Joe Frazier (USA)
- Juegos Olímpicos de 1968:  George Foreman (USA)
- Juegos Olímpicos de 1972:  Teófilo Stevenson (CUB)
- Juegos Olímpicos de 1976:  Teófilo Stevenson (CUB)
- Juegos Olímpicos de 1980:  Teófilo Stevenson (CUB)
- Juegos Olímpicos de 1984:  Henry Tillman (USA)
- Juegos Olímpicos de 1988:  Ray Mercer (USA)
- Juegos Olímpicos de 1992:  Félix Savón (CUB)
- Juegos Olímpicos de 1996:  Félix Savón (CUB)
- Juegos Olímpicos de 2000:  Félix Savón (CUB)
- Juegos Olímpicos de 2004:  Odlanier Solís Fonte (CUB)
- Juegos Olímpicos de 2008:  Rajim Chajkíyev (RUS)
- Juegos Olímpicos de 2012:  Oleksandr Usyk (UKR)
- Juegos Olímpicos de 2016:  Yevgueni Tíshchenko (RUS)
- Juegos Olímpicos de 2020:  Julio César La Cruz (CUB)